# Tőkésújfalu
Tőkésújfalu (szlovákul Klátova Nová Ves) község Szlovákiában, a Trencséni kerületben, a Simonyi járásban.

## Fekvése
Simonytól 10 km-re délnyugatra.

## Története
A község területén a régészeti leletek tanúsága szerint már az újkőkorszakban és a hallstatt-korban is éltek emberek. A régészek a várkastély területén lausitzi kultúra idejéből származó cserépmaradványokat is találtak. A település Sánc nevű részén, a korai vaskorban földvár állt, ahonnan szintén kerültek elő cserépmaradványok.
A mai települést 1310-ben „Herdevics nunc Nova Villa” néven a nyitrai káptalan oklevele említi először. 1316-ban Károly Róbert király oklevelében „Hordaychech, que nune Noua Villa vocatur”, 1324-ben „Herdowychych antiquo nomine, nunc vero Wyfolu” alakban szerepel a korabeli forrásokban. Az oklevelekből látható, hogy a helyén állt Herdevics falu elpusztult és később Újfalu néven építették újjá. A Divéky család itteni ágának birtoka, majd a Bacskády, Marczibányi, Hunyady, Migazzi családoké és 1884-től a morva származású Haupt-Stummer családé volt. A 15. században vámja is volt a Szécsényi család birtokában. 1553-ban 5 és fél portával adózott. 1778-ban malom, kastély, 3 nemesi kúria, 29 jobbágy és 35 zsellérháztatás volt a településen, ahol 205 lakos élt. 1828-ban 128 háza és 890 lakosa volt, akik főként mezőgazdasággal foglalkoztak. A 18. század végén 3 kovács, 2 kőműves, 2 mészáros, csizmadia, fazekas, szűcs és szabó képviselte a kézműipart a településen.
Vályi András szerint "ÚJFALU. Tőkés Újfalu. Nyitra Várm. földes Urai Batskády, és több Urak, lakosai katolikusok; Ispotállya is van; határja jól termő."
Fényes Elek szerint "Tőkés-Ujfalu, Nyitra m. tót falu, ut. p. N. Zsámbokréthez egy órányira. Számlál 809 kath., 19 evang., 62 zsidó lak. Kath. paroch. templom; synagoga; kastély; tágas határa meglehetős; erdő s jó legelő. F. u. Marczibányi."
Nyitra vármegye monográfiája szerint "Tőkés-Ujfalu, Nagy-Bossánytól keletre, 5 kilométerre, a kolosi völgyben fekvő tót község, 875 r. kath. vallásu lakossal. Postája van, táviró- és vasúti állomása Nagy-Bossány. A XIV. század elején „Herdovics” név alatt találunk e községről emlitést. Ekkor nyitrai várbirtok volt. Kath. temploma 1788-ban épült. Kegyura a vallásalap. Nevezetessége báró Haupt-Stummer Lipót nagyszabásu, díszesen berendezett kastélya, gyönyörü parkja, mintagazdasága és lótenyésztése. A kastélyt – régi alakjában – a Bacskádyak építtették; azután a Marczibányi család, majd a Migazzy család tulajdonába jutott. A jelenlegi tulajdonos 1892-ben nagy költséggel átépíttette az akkor ódon és szűk kastélyt, mely ma úgy külsőleg, mint belső beosztásánál és berendezésénél fogva egyike a legszebb kastélyoknak. Különösen szép a magas, tágas roccoco-modorban díszített nagy terem, mely sinos téli kertbe nyílik. A tulajdonos neje, báró Haupt-Stummer Auguszta, a helységben minden követelménynek megfelelő kisdedóvót tart fenn nagylelkü áldozatkészséggel. Van itt még egy kitünő anyagot adó kőbánya. A hozzácsatolt Szádok egyike a vármegye legrégibb községeinek. A XIV. század elején nyitrai várbirtok volt és mint ilyen, „Chyzuch” néven van feljegyezve. 1413-ban már magyar nevével találkozunk, amikor „Zarkafalva” és később „Zarkaháza” volt. A XV. század közepe táján pedig „Sudokpataka” elnevezés alatt találjuk, melyből később egyszerüen „Sudok” és aztán Szádok lett. Plébániája, melyről 1332-iki okiratok is szólnak, rég megszünt; temploma, mely egyike a legrégiebbeknek, még fennáll. Magas hegytetőn, tiszta terméskőből 1152-ben épült, román kori részletekkel. Földesura a Bacskády-család volt és jelenleg Bacskády Jenőnek van itt nagyobb birtoka."
A trianoni békeszerződésig Nyitra vármegye Nyitrazsámbokréti járásához tartozott. A háború után lakói a mezőgazdaságban, a helyi kőbányában, mészégetőben és a környék üzemeiben dolgoztak. 1944. november 16-án harcok folytak itt a partizánok és a német csapatok között.

### Jánosfalu
A hozzá tartozó Jánosfalu (Janova Ves) 1295-től szerepel az írott forrásokban, eredetileg Felsőújfalu volt a neve. A 19. század második feléig a Bossányi család birtoka volt. Nevét egykori birtokosáról, Bossányi Jánosról kapta. 1444-ben már Janova néven említik. A 20. század elején a Haupt-Stummer család szecessziós kastélyt építtetett ide. 1906-ban dr. Edmund Nessner a kastély körül nagy dendrológiai parkot létesített. A települést 1976-ban csatolták Tőkésújfaluhoz.
Nyitra vármegye monográfiája szerint "Janófalu, a tőkés-ujfalusi völgyben, Chinorántól délkeletre fekvő tót község 315 r. kath. lakossal. Postája Tőkés-Ujfalu, táviró- és vasúti állomása Nagy-Bossány. A XV. században „Janova” és „Janfalva” nevek alatt, mint a Bossányiak birtoka szerepel. A községben levő úrilakot a Langhammer-család építtette. Jelenleg báró Pidol Károlynak van itt nagyobb birtoka."

### Szádok
Másik településrésze Szádok (Sadok) ősi település, melyet 1310-ben még "Chyzuch" alakban említenek először, majd mai nevén 1413-ban "Zárkofalva" néven szerepel először. 1443-ban "Sadokpathaka" a neve. Már a 13. század közepén templomos hely volt, a nyitrai váruradalom része. A templomot és a plébániát az 1332 és 1337 között kelt pápai tizedjegyzék is említi. 1310-ben részben a Bacskády, részben a Bossányi családé volt. 1553-ban 3 portája adózott. 1715-ben 2 háztartása volt. 1778-ban 86-an lakták. 1828-ban 13 házában 78 lakos élt, akik földművesek, fuvarosok, napszámosok voltak. A 19. század közepén csatolták Tőkésújfaluhoz.
Fényes Elek szerint "Szádok (Csiszitz), tót falu, Nyitra vgyében, a Nyitra vize mellett, 66 kath., 6 evang., 6 zsidó lak. F. u. többen. Ut. p. Nyitra."

## Népessége
| Év:            | 1994. | 2004.   | 2014.   | 2024.   |
| -------------- | ----- | ------- | ------- | ------- |
| Emberek száma: | 1578  | 1571    | 1618    | 1596    |
| Eltérés:       |       | -0,44 % | +2,99 % | -1,35 % |

| Év:            | 2023. | 2024.   |
| -------------- | ----- | ------- |
| Emberek száma: | 1589  | 1596    |
| Eltérés:       |       | +0,44 % |

1910-ben 1216, túlnyomórészt szlovák lakosa volt.
2011-ben 1610 lakosából 1537 szlovák.

## Nevezetességei
- Reneszánsz várkastélya a 16. század végén épült négytornyos emeletes kastélyként, a 18. században átépítették, majd 1800 körül és 1860-ban későbarokk stílusban alakították át. Sörgyár működött benne, majd magtárrá építették át és ennek során a nyugati oldalán bővítették. Ma az épület kulturális és szociális célokat szolgál. Az épület régészeti kutatása során az i. e. 6. és 7. századból a lausitzi kultúra emlékei kerültek elő.
- A szádoki római katolikus templom a 13. század közepén épült késő román stílusban, később gótikus stílusban építették át és az Angyalok Királynője tiszteletére szentelték fel. 1798 előtt megújították, 1803 után pedig szerkezetileg erősítették meg. 1958-ban, majd 1992-ben restaurálták. Főoltára 1772-ben épült. A jobb oldali hajó alatt a Bacskády, a bal oldalon a Gosztonyi, a szószék alatti részen a Huszár család sírboltja található. A templom körüli temetőbe a 11. századtól temetkeztek.
- Tőkésújfalu későbarokk kastélya a 18. század második felében épült barokk stílusban. A kastélyt a Huszár család építtette, későbbi tulajdonosai a Migazzi, Marczibányi családok, végül a Haupt-Stummer családé lett, akik a 19. század végén bővítették és későbarokk stílusban építették át. Utolsó tulajdonosa 1915 és 1945 között dr. Biedermann Tibor volt. 1945 után iskolaként működött, majd 1977-ben a Szlovák Statisztikai Hivatal tulajdona lett. 1986-óta középiskolaként működik.
- Jánosfalu kastélyának elődje a Bossányi család 16. századi reneszánsz kúriája volt, melyet a 18. században barokk kastéllyá építettek át. Birtokosa a 19. század második felében a Langhammer család lett, majd a 20. század elején Haupt-Stummer Lipót vásárolta meg legidősebb lánya, Gertrúd és annak férje, dr. Edmund Nessner számára. 1906-ban a kastélyt bővítették és átépítették. Nyugati irányban szecessziós villát építettek és hatalmas angolparkot alakítottak ki hozzá nagy halastóval, melyet a Hradska-patak táplált. A kastélyt férje halála után az özvegy az államnak adta és 1967-ben szanatóriumot létesítettek benne. Később az önkormányzat szerezte meg és 1998-ban nemzeti kulturális emlékhely lett.
- Tőkésújfalu reneszánsz katolikus temploma 1764-ben épült a korábbi, 1695-ös vizitáció alkalmával már említett templom helyén. A templom alatt a Hunyady és Marczibányi családok sírboltja található. A templomot 1848-ban megújították.
- Jánosfalu kápolnája helyén a 18. század végén még fa harangláb állt. A kápolnát 1851-ben építették és Szent Alajos tiszteletére szentelték fel. 1885. szeptember 4-én egy tűzvészben súlyos károkat szenvedett, leégett a tető és a torony is. A tetőt helyreállították és 1931-ben a tornyot is újjáépítették, majd 1986-ban megújították.
- A katolikus népiskola épülete 1886-ban épült Haupt-Stummer Lipót adományából.

## Külső hivatkozások
- Hivatalos oldal
- E-obce.sk Archiválva 2009. augusztus 13-i dátummal a Wayback Machine-ben
- Községinfó
- Tőkésújfalu Szlovákia térképén